# Emotion Remixed +
Emotion Remixed + (estilizado como E•MO•TION Remixed +) é o segundo álbum de remixes da cantora canadense Carly Rae Jepsen, lançado através da Universal Music Japan em 18 de março de 2016. Assim como Kiss: The Remix (2013), ambos exclusivos para o Japão, Emotion Remixed + compila oito remixes dos singles lançados de seu terceiro álbum de estúdio, Emotion (2015), e duas novas faixas: "First Time" e "Fever" A compilação apresenta contribuições de Bleachers, The Knocks e um grupo de colaboradores das sessões de Emotion.
"First Time" recebeu um lançamento promocional limitado. As faixas inéditas foram posteriormente incluídas no EP Emotion: Side B (2016). Emotion Remixed + foi divulgado principalmente pelas duas performances de Jepsen no Popspring 2016 em Tóquio e Kobe.

## Antecedentes e lançamento
As faixas de Emotion Remixed + foram anteriormente lançadas ao longo de 2015, sendo a maioria disponibilizada como parte dos pacotes de remixes dos singles originais. O álbum possui contribuições de músicos retornantes e colaboradores futuros. Jepsen trabalhou com Jack Antonoff durante o processo de produção de Emotion, porém suas contribuições não entraram na versão final do disco. O remix de "I Really Like You" de Antonoff, lançado sob Bleachers, foi lançado em 9 de julho de 2015 através do Stereogum. Jepsen iria posteriormente contribuir com o álbum de covers Terrible Thrills, Vol. 2 de Bleachers, antes de emprestar seus vocais em uma colaboração presente em Gone Now (2017). O remix de Y2K para "Run Away with Me" foi lançado em 12 de agosto de 2015, por meio da Idolator. O remix de "All That" feito por The Knock foi inicialmente disponibilizado de forma não-oficial no Soundcloud em 17 de abril de 2015; o par afirmou que a apreciação de Jepsen pelo remix fez com que houvesse um lançamento oficial. Jepsen subsequentemente participaria no álbum de estreia do duo, 55 (2016). Skylar Spence anteriormente fez um remix de "Call Me Maybe" em 2012, sob o nome de Saint Pepsi, antes de ser convidada para "Your Type". Seu remix para a canção foi lançado exclusivamente através da Billboard em 18 de dezembro de 2015.
Universal Music Japan anunciou Emotion Remixed + em 16 de fevereiro de 2016, em comemoração ao primeiro festival Popspring que aconteceria em abril, onde Jepsen seria uma das artistas principais a se apresentar. Sua presença foi anunciada dois meses antes. O lançamento foi descrito como um "presente especial" de Carly para seus fãs japoneses, afirmando através do The Japan Times que o álbum lhe deu uma oportunidade de "apresentar sua música em outro contexto". Emotion Remixed + inclui duas canções até então não lançadas, "First Time" e "Fever", que estavam concorrendo para inclusão no álbum principal–eventualmente sendo foram deixadas de lado devido a restrições de tempo: "Elas são tão importantes para mim quanto as canções de Emotion, então foi uma ótima oportunidade de lançar esse álbum de remixes e adicionar algo novo e duas das minhas canções favoritas desse ciclo".
Emotion Remixed + foi lançado no formato de CD em caixa de acrílico padrão, contando um adesivo da arte de capa e o encarte que se desdobra em um mini poster. A fotografia do álbum foi feira por Hazel e Pine. Em adição a suas performances no Popspring, Jepsen apareceu na transmissão de 31 de março de 2016 do programa Ichioshi! Morning (イチオシ！モーニング) da HTB.

## Desempenho comercial
Emotion Remixed + havia vendido 2.477 cópias no Japão em abril de 2016. "First Time" alcançou a 71ª posição da Billboard Japan Hot 100 em 28 de março de 2016. A canção também obteve o pico de número 8 na tabela Hot Overseas e número 9 na tabela Radio Songs, ambas da Billboard Japan.

## Lista de faixas
1. "First Time" – 3:35
2. "Fever" – 3:03
3. "Run Away with Me" (Velvet Sunrise remix) – 3:46
4. "Run Away with Me" (Y2K remix) – 4:28
5. "Your Type" (Skylar Spence remix) – 3:50
6. "Your Type" (Young Bombs remix) – 4:22
7. "I Really Like You" (Blasterjaxx remix) – 3:35
8. "I Really Like You" (M. Rod remix) – 3:24
9. "I Really Like You" (Bleachers remix) – 3:25
10. "All That" (The Knocks remix) – 5:09